# Славковський потік (притока Попраду)
Славковський потік (словац. Slavkovský potok) — річка в Словаччині, ліва притока Попраду, протікає в окрузі Попрад.
Довжина — приблизно 16.3 км. Витік знаходиться в масиві Високі Татри на висоті близько 2100 метрів — (схил гори Славковська-Копа). Протікає територією міста Високі Татри (Татранські Зруби); села Великий Славков і міста Попрад (частина Матейовце)
Впадає в Попрад на висоті приблизно 653 метри.
Притоки
- праві
  - безімені
  - Безіменний потік
- ліві
  - безіменні
  - Буріх
  - Пісочний потік
  - Щтявнік